# Eucarpia bicolor
Eucarpia bicolor är en insektsart som först beskrevs av Walker 1870.  Eucarpia bicolor ingår i släktet Eucarpia och familjen kilstritar.
Artens utbredningsområde är Papua Nya Guinea. Inga underarter finns listade i Catalogue of Life.